# Bitwa pod Studnicą
Bitwa pod Studnicą – domniemane starcie zbrojne między wojskami książąt piastowskich mające miejsce w 1213 roku.
Książę śląski Henryk I Brodaty zamierzał pominąć swego starszego syna Konrada Kędzierzawego i ustanowić dziedzicem młodszego syna, Henryka Pobożnego. Konrad miał odziedziczyć po ojcu tylko księstwo głogowskie, Dolne Łużyce i Lubusz. Przy biernej postawie rodziców doprowadziło to do otwartego konfliktu między synami Henryka Brodatego. Według Kroniki polskiej spisanej pod koniec XIII wieku w klasztorze w Lubiążu, między braćmi wybuchła wojna domowa zakończona w 1213 roku bitwą pod Studnicą koło Legnicy. Konrada mieli wspierać w tym sporze Polacy, a Henryka Niemcy. Klęska starszego z synów Brodatego była zupełna. Pokonany Konrad uszedł do Głogowa i tam pojednał się z ojcem rezygnując jednocześnie z ambicji politycznych. W tym samym roku w wyniku tragicznego wypadku podczas polowania Konrad Kędzierzawy zmarł.
Do początków XX w. informacje Kroniki polskiej były przyjmowane jako prawdziwe, a postać Konrada Kędzierzawego urastała do roli bohatera narodowego w walce o polskość Śląska. Jednakże współcześni badacze w osobach Benedykta Zientary i Jerzego Mularczyka kwestionują jednak prawdopodobieństwo konfliktu pomiędzy Konradem a Henrykiem. Dlatego obecnie uważa się, że wydarzenia z 1213 roku, wobec niepotwierdzenia ich przez inne źródła oraz wobec przeprowadzonych współcześnie badań, najprawdopodobniej nigdy nie miały miejsca.

## Literatura
- Piastowie. Leksykon biograficzny, Kraków 1999, s. 392-393.
- Zygmunt Boras: Książęta piastowscy Śląska. Katowice: Wydawnictwo "Ślask", 1974.